# 20461 Dioretsa
20461 Dioretsa este un asteroid damocloid descoperit la 8 iunie 1999, prin programul LINEAR, la Socorro în New Mexico, Statele Unite ale Americii.

## Caracteristici
Are o perioadă orbitală de 115 ani și 307 zile. Semiaxa sa majoră este de 23,9210 ua.

## Etimologie
Numele asteroidului provine de la cuvântul din engleză asteroid (și în română, de altfel), scris invers, cu referire la faptul că acesta este primul dintre asterozii retrograzi, adică este primul asteroid numerotat cunoscut că are o orbită retrogradă.